# Circondario del Meno-Kinzig
Il circondario del Meno-Kinzig è uno dei circondari dello stato tedesco dell'Assia.
Fa parte del distretto governativo di Darmstadt.

## Città e comuni
(Abitanti al 31 dicembre 2022)
| Comuni del circondario | Città 1. Bad Orb (10 725) 2. Bad Soden-Salmünster (13 823) 3. Bruchköbel (20 825) 4. Erlensee (15 969) 5. Gelnhausen (23 679) 6. Hanau (101 364) 7. Langenselbold (14 608) 8. Maintal (39 815) 9. Nidderau (20 700) 10. Schlüchtern (16 151) 11. Steinau an der Straße (10 371) 12. Wächtersbach (12 948) | Comuni 1. Biebergemünd (8 394) 2. Birstein (6 203) 3. Brachttal (5 089) 4. Flörsbachtal (2 370) 5. Freigericht (14 641) 6. Großkrotzenburg (7 505) 7. Gründau (14 780) 8. Hammersbach (4 913) 9. Hasselroth (7 409) 10. Jossgrund (3 453) 11. Linsengericht (9 883) 12. Neuberg (5 505) 13. Niederdorfelden (4 034) 14. Rodenbach (11 351) 15. Ronneburg (3 504) 16. Schöneck (11 986) 17. Sinntal (8 840) Territori extracomunali 1. Gutsbezirk Spessart |